# .32-40 Ballard
.32-40 Ballard (також відомий як .32-40 Winchester) американський гвинтівковий набій.

## Опис
Представлений в 1884 році набій .32-40 було розроблено під димний порох для однозарядних цільових гвинтівок компанії Ballard Union Hill № 8 та 9. Заряд димного пороху вагою 2,6 г розганяв кулю вагою 10,7 г до швидкості 440 м/с, при цьому дулова енергія становила 1030 Дж. Заводський заряд був дуже точним з траєкторією на середній відстані 28 см на 180 м. З 1886 року набій використовували в важільних гвинтівках Winchester та Marlin. Саме це набій разом з набоєм .38-55 використовували в гвинтівці Модель 1894 Winchester коли вона була випущена в 1894 році. Набій припинили виробляти приблизно в 1940 році.
Набій можна було використовувати для полювання на шкідників та хижаків, в тому числі койотів та волків. Г. В. Стент стверджував, що деякий час мисливці використовували набої .32-40 та .38-55 для полювання на лосів та оленів у лісових угіддях, але початок продажу Моделі 1894 під набій .30 WCF (.30-30), який з'явився через рік, відтіснив ці два набої, оскільки новий набій мав вищу швидкість, вищу енергію та пласкішу траєкторію.
Нещодавно Джон Ройєр з Пенсильванії використав Модель 1894 під набій .32-40 1905 року випуску, щоб показати, що набій все ще можна використовувати для полювання на білохвостого оленя з близької відстані. Він хотів використати набій на відстані до70 метрів. Діапазон, на якому набій .32-40 може вбити оленя, є предметом дискусії. Його загальну дулову енергію, яка є меншою за 1100 Дж, можна порівняти з набоєм .30-30 (довжина стволу 500 мм) в якому використовують пласкі або круглоносі кулі вагою  9,7 г та 11 г при стрільбі на 180 метрів. Проте, стверджують, що в сучасній гвинтівці він буде дорівнювати .30-30 при стрільбі на відстань в 270 м.
.32-40 також стала базою для кустарного набою Гаррі Поупа .33-40 Pope.

## Джерело
- Barnes, Frank C., ed. by John T. Amber. Cartridges of the World (Northfield, IL: DBI Books, 1972),